# Liberty Meadows
Liberty Meadows es una tira de prensa de humor y comic book creado, guionizado e ilustrado por Frank Cho. Relata las cómicas peripecias de los habitantes y cuidadores de una reserva natural y clínica de rehabilitación de animales.

## Historia
Liberty Meadows es la evolución profesional de University² (University Squared, Universidad al cuadrado en español), una tira de prensa que Cho escribía durante sus años en la universidad para The Diamondback, el periódico de estudiantes de la Universidad de Maryland. Al terminar sus estudios de enfermería, Frank Cho recibió la oferta de Creators Sindicate Inc., un sindicado estadounidense de tiras de prensa, para adaptar su obra a un público más general. De esta manera Liberty Meadows comienza la historia desde cero aunque respeta la estructura de University², pero fueron suprimidos los aspectos más controvertidos de la obra, como las actitudes más escatológicas y sexuales de los animales. Del mismo modo, Frank, el pato protagonista enamorado de una humana, fue sustituido por un hombre.
En marzo de 1997 comenzó a publicarse con la adscripción de Cho al Creators Sindicate Inc.. Liberty Meadows llegó a aparecer en hasta 50 periódicos distintos en 5 países, las tiras eran recopiladas y publicadas posteriormente en cómic books por Insight Studios Group. Finalizado 2001, Cho abandona el sindicato, en parte por la censura que este ejercía sobre él y decide publicar su tira de prensa directamente en formato comic book. Cho comenzó esta nueva fase autopublicando su obra a partir del número 27 y con un acuerdo con Image Comics para la impresión y distribución.
La colección sufrió una interrupción a comienzos de 2004, tras su número 36, y emprendió su publicación con el 37, en junio de 2006. Frank Cho declaró "estar intentando tener un par de números de Liberty Meadows en el mercado cada año", sin embargo 2006 transcurrió sin que se publicara otro nuevo número de la serie.

## Estilo
Cho mezcla libremente distintos estilos de dibujo en su tira, ilustra la mayor parte de sus personajes como animales antropomórficos y utiliza un estilo pin-up para las mujeres, con claras influencias de Adam Hughes. Habitualmente suelen surgir primates y dinosaurios en sus historias, en una elaborada mezcla de influencias de múltiples ilustradores, como los trabajos de Frank Frazetta y Barry Windsor-Smith en Conan el Bárbaro. Usualmente utiliza referencias populares de obras clásicas o modernas de diversas artes para ilustrar sus viñetas, desde Miguel Ángel hasta las películas de Star Wars, pasando por Eugène Delacroix con su Libertad guiando al pueblo. Cho también realiza numerosas referencias a personajes de otras tiras de prensa como Calvin & Hobbes, Dilbert, Lil Abner, Hagar el Horrible y Cathy, entre otros.

## Personajes
Los personajes de Liberty Meadows son tanto humanos como animales, generalmente antropomórficos y de una marcada personalidad. Los protagonistas principales son los siguientes:
- Frank Mellish, un veterinario algo pardillo, está enamorado de Brandy pero tiene miedo de revelar sus sentimientos.
- Brandy Carter, una guapa y atractiva psiquiatra de animales.
- Ralph, un oso enano de circo con un tic en los ojos que le hace tenerlos siempre entrecerrados, está obsesionado con inventar artilugios peligrosos.
- Leslie, un sapo hipocondríaco y de ingenio algo oscuro.
- Dean, un cerdo machista con un problema de adicción al tabaco y al alcohol.
- Truman, un delicado e ingenuo joven patito. Es el único animal que trata a los humanos con respeto.
- Oscar, un perro salchicha, mascota de unos vecinos de Brandy al que están cuidando, el único animal protagonista de la serie no antropomórfico y que actúa como tal.
- El propio autor, Frank Cho, suele aparecer en las historias y representarse a sí mismo como un chimpancé pintor.

## Ediciones en España
De la edición en España se ha encargado Dolmen Editorial, a través de una filial llamada La Colla de la Pessigolla, publicando la tira de prensa en tomos recopilatorios de 120 páginas, se incluyen tanto tiras diarias como dominicales. Con una periodicidad irregular han aparecido hasta la fecha 7 números. El contenido de dichos números es el siguiente:
| Título y número        | Fecha publicación | Tiras incluidas                                              |
| ---------------------- | ----------------- | ------------------------------------------------------------ |
| Liberty Meadows nro. 1 | Diciembre de 2001 | Entre el 31 de marzo y el 14 de diciembre de 1997            |
| Liberty Meadows nro. 2 | Mayo de 2002      | Entre el 15 de diciembre de 1997 y el 23 de agosto de 1998   |
| Liberty Meadows nro. 3 | Agosto de 2003    | Entre el 22 de agosto de 1998 y el 25 de abril de 1999       |
| Liberty Meadows nro. 4 | Mayo de 2004      | Entre el 26 de abril de 1999 y el 10 de febrero de 2000      |
| Liberty Meadows nro. 5 | Abril de 2005     | Entre el 19 de febrero de 1999 y el 15 de septiembre de 2000 |
| Liberty Meadows nro. 6 | Junio de 2006     | Entre septiembre de 2000 y abril de 2001                     |
| Liberty Meadows nro. 7 | Noviembre de 2008 | Entre abril de 2001                                          |